# Rombiya Barat
Rombiya Barat is een bestuurslaag in het regentschap Sumenep van de provincie Oost-Java, Indonesië. Rombiya Barat telt 1610 inwoners (volkstelling 2010).